# نحشبا
نحشبا قرية في ناحية كنسبا التابعة لمنطقة الحفّة في محافظة اللاذقية.